# Phocaea (planetoïde)
(25) Phocaea is een planetoïde met een baan in de planetoïdengordel tussen de planeten Mars en Jupiter. Phocaea is ongeveer 75,1 km groot en draait in 3,72 jaar om de zon, in een sterk ellipsvormige baan. Tijdens haar omloop varieert de afstand tot de zon tussen de 3,010 en 1,790 astronomische eenheden.

## Ontdekking en naam
Phocaea werd ontdekt door de Franse sterrenkundige Jean Chacornac op 6 april 1853. Chacornac had eerder de planetoïde (20) Massalia ontdekt, maar deze bleek een nacht eerder al door de Italiaanse astronoom Annibale de Gasparis te zijn gevonden. Phocaea was daarom de eerste vondst die op zijn naam kwam. Hij zou later nog vijf andere planetoïden ontdekken.
De naam Phocaea komt van de Griekse naam van de stad Foça, niet ver van İzmir in Turkije. De Griekse stichters van de stad Marseille, waar Chacornac werkte, kwamen uit deze plaats. Naar Marseille zelf was de planetoïde (20) Massalia al genoemd.

## Eigenschappen
Phocaea is een S-type planetoïde, wat betekent dat haar oppervlak relatief helder is en uit silicaten en metalen bestaat. De planetoïde draait in iets minder dan 10 uur om haar eigen as.